# Hamish Turnbull
Hamish Turnbull (ur. 13 lipca 1999 w Morpeth) – angielski kolarz torowy, wicemistrz olimpijski z Paryża 2024.

## Udział w zawodach międzynarodowych
| Impreza              | Rok  | Miejsce                | Wyniki | Wyniki | Wyniki           |
| Impreza              | Rok  | Miejsce                | keirin | sprint | sprint drużynowy |
| -------------------- | ---- | ---------------------- | ------ | ------ | ---------------- |
| Igrzyska olimpijskie | 2024 | Paryż                  | DNS    | REL    | srebro           |
| Mistrzostwa świata   | 2021 | Roubaix                | 56     | –      | –                |
| Mistrzostwa świata   | 2022 | Montigny-le-Bretonneux | –      | 5      | brąz             |
| Mistrzostwa świata   | 2023 | Glasgow                | 12     | –      | 4                |